# Thalamophyllia gasti
Thalamophyllia gasti is een rifkoralensoort uit de familie van de Caryophylliidae. De wetenschappelijke naam van de soort is voor het eerst geldig gepubliceerd in 1913 door Döderlein.